# Alan Finder
Alan Finder (né le 19 février 1948 et mort le 24 mars 2020) est un journaliste américain, employé de longue date du New York Times. 

## Biographie
Alan A. Finder nait à Brooklyn et grandit dans le comté de Nassau, à New York. Il est diplômé de la Valley Stream South High School. Il obtient un bachelor en histoire à l'Université de Rochester en 1969 et une maîtrise en études américaines à l'Université de Yale en 1972. 
De 1974 à 1979, il travaille chez The Record à Hackensack, New Jersey, puis jusqu'en 1983 chez Newsday à Long Island. Alan Finder travaille pendant 27 ans au New York Times et prend en décembre 2011. Le rédacteur en chef du Times, Dean Baquet décrit Alan Finder comme « l'une des stars de Metro dans les années 1980 et 1990, un grand écrivain dans une grande ère extrêmement compétitive pour les nouvelles de New York ». À la retraite, il continue à travailler comme rédacteur en chef pour The Record, Newsday et au bureau international du New York Times. 
Alan Finder meurt le 24 mars 2020 à l'hôpital Valley de Ridgewood, dans le New Jersey quelques jours après avoir été testé positif à la maladie à coronavirus 2019 .